# Izvoru, Prahova
Izvoru (în trecut, Fricoasa, Lunca) este un sat în comuna Provița de Sus din județul Prahova, Muntenia, România. Se află în partea de nord a județului, în Subcarpații de Curbură. În 1861, era un cătun ce ținea de satul Podul Neagului, plaiul Prahova. La recensământul din 2002 avea o populație de 305 locuitori, din care 297 români și 8 romi.